# 播竜山孝晴
播竜山 孝晴（ばんりゅうやま たかはる、1951年5月4日 - ）は、兵庫県龍野市（現・同県たつの市）神岡町出身で三保ヶ関部屋に所属した元大相撲力士。本名は田口 孝晴（たぐち たかはる）。現役時代の体格は178cm、145kg。最高位は西小結（1978年11月場所）。得意手は右四つ、突き、押し、寄り、出し投げ。
引退後は年寄・待乳山として後進の指導に当たった。

## 来歴・人物
龍野市立神岡中学校在学時より相撲を始め、創設されたばかりの同中学校の相撲部では、主力選手として活躍した。
三保ヶ関親方（元大関・初代 増位山）の熱心な勧誘を受けて中学在学中に三保ヶ関部屋へ入門し、1966年11月場所で初土俵を踏んだ。
当初の四股名は、故郷の川に因んだ「揖保川」。改名後の四股名「播竜山」は、出身地の旧国名・播磨と龍野市（但し「龍」の字は、新字の「竜」を使用）に由来している。
幕下までは順調に番付を上げ、ここで足踏みが長く続いたものの、真面目でこつこつ稽古に励み地力を付けた。地道な努力が開花し、1974年7月場所で十両昇進、1975年3月場所で新入幕を果たした。
大関・増位山（2代目）や横綱・北の湖、大関・北天佑らとともに三保ヶ関部屋の全盛時代を築いた1人であり、北の湖の土俵入りの際には露払いなどを務めた。アンコ型の体格から繰り出す突き押しが得意で、右で前廻しを取って出し投げ気味に寄る取り口も見せた。
1978年9月場所では、前頭3枚目の地位で千代の富士や旭國を降すなど10勝5敗と大勝ちし、生涯唯一の三賞となる敢闘賞を受賞。翌11月場所では、小結に昇進したものの、2勝13敗と惨敗した。
なお、三役経験は、この1場所だけである。
1979年7月場所中に部屋に蔓延した流行性A型肝炎に罹って途中休場。140㎏程度あった体重が25㎏減少し、黄疸で目が黄色くなるほどの重症であった。部屋の衆が10人以上入院する事態であったが、この場所は医師の許可を得て強行出場し、3日目に途中休場するまで相撲を取った。肝炎で入院していた時には、病院の窓から見えた元気に表を歩いている人が羨ましく感じる程衰弱していた。
それからは、一時幕下まで番付を落とすなど不運に見舞われたが、努力の甲斐あって1981年1月場所で再入幕。しかし、以降は幕内と十両との往復に終わった。
現役晩年は再度幕下まで陥落し、1984年11月場所前に33歳で引退。
なお、十両優勝4回は2013年現在、若の里・小城ノ花・大錦・鳳凰と並んで昭和以降2位タイである（1位は、優勝5回の益荒雄広生）。
引退後は三保ヶ関部屋で、同部屋が2013年に閉鎖された後は春日野部屋で部屋付きの親方として後進の指導に当たっており、日本相撲協会では長く木戸委員を務めていた。長期間にわたってチケット担当として国技館の入場券売り場に詰め、現金での手売りのみだった時代から始まり、カード払いや、チケットぴあなどネットを介した販売に移行する時期をすべて経験した。デジタル化当初、技術上の問題で4人が座れる升席のチケットの販売を処理するのに難儀していたという。
2016年5月3日を以て日本相撲協会を停年（定年）退職したが、同年5月6日付で参与として再雇用され、引き続き木戸委員を務めた。2021年5月3日に嘱託任期満了。
嘱託任期満了に際し、若乃花・貴乃花兄弟による空前の相撲ブーム、所謂「若貴ブーム」において、15日分のチケットが1日で完売したことも思い返していた。

## 主な戦績
- 通算成績：579勝591敗19休[3] 勝率.495
- 幕内成績：200勝268敗12休 勝率.427
- 現役在位：108場所
- 幕内在位：32場所
- 三役在位：1場所（小結1場所）
- 三賞：1回
  - 敢闘賞：1回（1978年9月場所）
- 各段優勝 
  - 十両優勝：4回（1974年11月場所、1975年1月場所、1976年3月場所、1982年11月場所）
  - 幕下優勝：2回（1972年11月場所、1980年5月場所）

### 場所別成績
| | 一月場所 初場所（東京） | 三月場所 春場所（大阪） | 五月場所 夏場所（東京） | 七月場所 名古屋場所（愛知） | 九月場所 秋場所（東京） | 十一月場所 九州場所（福岡） |
| --- | ----------------------- | ----------------------- | ----------------------- | --------------------------- | ----------------------- | --------------------------- |
| 1966年 （昭和41年） | x                       | x                       | x                       | x                           | x                       | （前相撲）                  |
| 1967年 （昭和42年） | 東序ノ口20枚目 4–3      | 西序二段66枚目 4–3      | 西序二段77枚目 4–3      | 東序二段37枚目 2–5          | 西序二段72枚目 3–4      | 西序二段83枚目 5–2          |
| 1968年 （昭和43年） | 東序二段38枚目 4–3      | 東序二段15枚目 4–3      | 東三段目91枚目 4–3      | 東三段目71枚目 3–4          | 東三段目80枚目 3–4      | 東三段目84枚目 5–2          |
| 1969年 （昭和44年） | 東三段目48枚目 5–2      | 東三段目23枚目 5–2      | 西三段目筆頭 3–4        | 西三段目7枚目 4–3           | 西幕下56枚目 4–3        | 東幕下46枚目 2–5            |
| 1970年 （昭和45年） | 西三段目3枚目 5–2       | 東幕下39枚目 5–2        | 西幕下22枚目 3–4        | 東幕下27枚目 5–2            | 西幕下15枚目 4–3        | 西幕下12枚目 2–5            |
| 1971年 （昭和46年） | 西幕下25枚目 4–3        | 東幕下21枚目 6–1        | 東幕下5枚目 2–5         | 東幕下16枚目 2–5            | 西幕下30枚目 5–2        | 西幕下12枚目 4–3            |
| 1972年 （昭和47年） | 東幕下10枚目 3–4        | 西幕下15枚目 休場 0–0–7 | 西幕下45枚目 4–3        | 東幕下40枚目 4–3            | 東幕下37枚目 4–3        | 東幕下34枚目 優勝 7–0       |
| 1973年 （昭和48年） | 西幕下4枚目 2–5         | 西幕下16枚目 5–2        | 東幕下7枚目 5–2         | 西幕下2枚目 4–3             | 東幕下2枚目 3–4         | 東幕下5枚目 4–3             |
| 1974年 （昭和49年） | 西幕下2枚目 3–4         | 西幕下5枚目 5–2         | 東幕下筆頭 4–3          | 東十両13枚目 9–6            | 西十両5枚目 6–9         | 東十両11枚目 優勝 10–5      |
| 1975年 （昭和50年） | 東十両2枚目 優勝 11–4   | 東前頭13枚目 8–7        | 東前頭10枚目 8–7        | 西前頭8枚目 6–9             | 東前頭10枚目 8–7        | 東前頭7枚目 6–9             |
| 1976年 （昭和51年） | 東前頭10枚目 4–11       | 東十両2枚目 優勝 11–4   | 西前頭12枚目 8–7        | 西前頭9枚目 7–8             | 西前頭10枚目 9–6        | 東前頭5枚目 6–9             |
| 1977年 （昭和52年） | 西前頭8枚目 8–7         | 西前頭3枚目 5–10        | 東前頭9枚目 8–7         | 東前頭6枚目 5–10            | 西前頭11枚目 9–6        | 西前頭5枚目 8–7             |
| 1978年 （昭和53年） | 西前頭4枚目 4–11        | 西前頭10枚目 8–7        | 東前頭7枚目 6–9         | 東前頭10枚目 9–6            | 西前頭3枚目 10–5 敢     | 西小結 2–13                 |
| 1979年 （昭和54年） | 東前頭8枚目 6–9         | 東前頭11枚目 6–9        | 東十両筆頭 8–7          | 東前頭14枚目 0–3–12         | 西十両10枚目 8–7        | 西十両9枚目 4–11            |
| 1980年 （昭和55年） | 西幕下3枚目 4–3         | 西幕下2枚目 4–3         | 東幕下筆頭 優勝 7–0     | 東十両9枚目 8–7             | 西十両5枚目 8–7         | 西十両3枚目 9–6             |
| 1981年 （昭和56年） | 西前頭12枚目 3–12       | 西十両7枚目 8–7         | 東十両3枚目 8–7         | 西前頭13枚目 8–7            | 西前頭8枚目 10–5        | 東前頭2枚目 3–12            |
| 1982年 （昭和57年） | 東前頭11枚目 6–9        | 西前頭13枚目 2–13       | 東十両8枚目 6–9         | 西十両11枚目 9–6            | 東十両6枚目 6–9         | 西十両10枚目 優勝 13–2      |
| 1983年 （昭和58年） | 西前頭14枚目 4–11       | 東十両8枚目 6–9         | 東十両11枚目 6–9        | 東幕下筆頭 5–2              | 東十両11枚目 6–9        | 東幕下筆頭 4–3              |
| 1984年 （昭和59年） | 東十両11枚目 8–7        | 東十両7枚目 6–9         | 西十両10枚目 4–11       | 東幕下5枚目 3–4             | 東幕下10枚目 2–5        | 東幕下26枚目 引退 0–0–7     |
| 各欄の数字は、「勝ち-負け-休場」を示す。 優勝 引退 休場 十両 幕下 三賞：敢=敢闘賞、殊=殊勲賞、技=技能賞 その他：★=金星 番付階級：幕内 - 十両 - 幕下 - 三段目 - 序二段 - 序ノ口 幕内序列：横綱 - 大関 - 関脇 - 小結 - 前頭（「#数字」は各位内の序列） |                         |                         |                         |                             |                         |                             |

## 幕内対戦成績
| 力士名     | 勝数 | 負数 | 力士名         | 勝数 | 負数 | 力士名             | 勝数 | 負数 | 力士名         | 勝数 | 負数 |
| ---------- | ---- | ---- | -------------- | ---- | ---- | ------------------ | ---- | ---- | -------------- | ---- | ---- |
| 青葉城     | 7    | 8    | 青葉山         | 4    | 5    | 朝汐(4代)          | 0    | 2(1) | 旭國           | 1    | 2    |
| 天ノ山     | 4    | 3    | 荒勢           | 4    | 4    | 岩波               | 3    | 1    | 大潮           | 5    | 14   |
| 巨砲       | 0    | 1    | 大錦           | 5    | 5    | 大ノ海             | 2    | 1    | 大鷲           | 2    | 3    |
| 魁輝       | 8    | 1    | 魁傑           | 0    | 5    | 影虎               | 1    | 0    | 和錦           | 0    | 1    |
| 北瀬海     | 7    | 7    | 騏ノ嵐         | 0    | 1    | 麒麟児             | 1    | 5    | 蔵間           | 7    | 4    |
| 黒瀬川     | 3    | 3    | 黒姫山         | 4    | 3    | 高望山             | 1    | 1    | 琴風           | 2    | 2    |
| 琴ヶ嶽     | 3    | 2    | 琴千歳         | 0    | 1    | 琴乃富士           | 4(1) | 4    | 琴若           | 2    | 1    |
| 金剛       | 1    | 1    | 斉須           | 0    | 1    | 蔵玉錦             | 2    | 4    | 佐田の海       | 2    | 0    |
| 嗣子鵬     | 1    | 1    | 白田山         | 1    | 1    | 神幸               | 0    | 1    | 大旺           | 3    | 2    |
| 大峩       | 1    | 6    | 大豪           | 3    | 0    | 大觥               | 0    | 2    | 大受           | 2    | 3    |
| 大寿山     | 1    | 1    | 大飛           | 1    | 4    | 隆の里             | 5    | 10   | 貴ノ花         | 0    | 2    |
| 隆三杉     | 0    | 1    | 高見山         | 3    | 7    | 多賀竜             | 0    | 1    | 谷嵐           | 0    | 1    |
| 玉輝山     | 7    | 6    | 玉ノ富士       | 5    | 3    | 玉龍               | 0    | 1    | 千代櫻         | 4    | 2    |
| 千代の富士 | 3    | 4    | 出羽の花       | 2    | 4    | 天龍               | 3    | 0    | 栃赤城         | 4    | 4    |
| 栃東       | 4    | 3    | 栃剣           | 1    | 1    | 栃光               | 5    | 8    | 白竜山         | 1    | 0    |
| 羽黒岩     | 1    | 1    | 長谷川         | 2    | 1    | 飛騨乃花(飛騨ノ花) | 1    | 4    | 福の花         | 0    | 4    |
| 富士櫻     | 4    | 11   | 二子岳         | 4    | 4    | 双津竜             | 5    | 7    | 鳳凰           | 2    | 0    |
| 舛田山     | 2    | 5    | 三重ノ海       | 0    | 2    | 三杉磯(東洋)       | 3    | 3    | 陸奥嵐         | 2    | 1    |
| 豊山       | 5    | 4    | 琉王           | 3    | 0    | 若獅子             | 5    | 7    | 若嶋津(若島津) | 2    | 0    |
| 若ノ海     | 1    | 3    | 若乃花(若三杉) | 0    | 4    | 輪島               | 0    | 2    | 鷲羽山         | 2    | 4    |

## 改名歴
- 揖保川（いぼがわ）1967年1月場所-1967年9月場所
- 播竜山（ばんりゅうやま）1967年11月場所-1984年11月場所

## 年寄変遷
- 小野川（おのがわ）1984年11月5日-1987年1月17日
- 待乳山（まつちやま）1987年1月17日-2021年5月3日